# Ironman Francia
El Ironman Francia es una competición internacional de triatlón clasificatorio para el campeonato del mundo de Ironman organizado por la World Triathlon Corporation. Tiene lugar cada año en el mes de junio en Niza donde sustituye desde 2005 el «triathlon international de Nice». Las tres primeras ediciones de esta competición se realizaron en la ciudad de Gérardmer en los Vosges, antes de que se instalara en Côte d'Azur y se convirtiera en la competición de triatlón de larga distancia (XXL) más antigua de Francia. El Ironman Francia atrae cada año a multitud de atletas nacionales e internacionales, profesionales y amateurs.

## Historia

### El Triatlón Internacional de Niza
El primer Triatlón Internacional de Niza tuvo lugar el 20 de noviembre de 1982 y fue organizado por l'International Management Group dirigido por Mark McCormack quien deseaba crear a través de esta edición, un reflejo europeo de la competición de Hawái. En un principio, se eligió el Principado de Mónaco para la realización de la prueba, pero la muerta súbita de la Princesa Grace de Mónaco hizo que se trasladara a la ciudad costera de Niza. Esta primera edición contó con 57 participantes. Los americanos  Mark Allen y Lyn Brook obtuvieron la victoria y se convirtieron en los primeros triatletas en inscribir su nombre en el palmarés. En esta primera edición hubo 17 abandonos y siete traslados al hospital. La prensa local (Nice Matin) y los medios de comunicación, que siguieron el evento descubriendo esta práctica deportiva, calificaron a los triatletas como bestias de nadar, ir en bici y correr, más que como deportistas.

### El Ironman Francia
La primera edición del Ironman Francia tuvo lugar en Gérardmer, en el departamento de los Vosges, el 22 de junio de 2002 y ofrece plazas clasificatorias para el campeonato del mundo de Ironman en Kailua-Kona, Hawái.

## Palmarés
En 2005, después de 25 ediciones, el Triathlon International de Nice se convierte en Ironman Francia, carrera clasificatoria del campeonato del mundo de Ironman, donde la final se disputa en Kailua-Kona, en el archipiélago de Hawái de los Estados Unidos.
| Año  | Vencedor            | Tiempo (h:m:s) |
| ---- | ------------------- | -------------- |
| 2015 | Boris Stein         | 8:27:32        |
| 2014 | Bart Aernouts       | 8:33:22        |
| 2013 | Frederik van Lierde | 8:08:59        |
| 2012 | Frederik van Lierde | 8:21:51        |
| 2011 | Frederik van Lierde | 8:28:30        |
| 2010 | Marcel Zamora Pérez | 8:25:28        |
| 2009 | Marcel Zamora Pérez | 8:30:06        |
| 2008 | Marcel Zamora Pérez | 8:34:18        |
| 2007 | Marcel Zamora Pérez | 8:38:45        |
| 2006 | Marcel Zamora Pérez | 8:33:55        |
| 2005 | Hervé Faure         | 8:49:06        |
| 2004 | Stefan Riesen       | 8:43:15        |
| 2003 | Timo Bracht         | 8:33:11        |
| 2002 | François Chabaud    | 8:55:03        |

| Año  | Vencedora             | Tiempo (h:m:s) |
| ---- | --------------------- | -------------- |
| 2015 | Caitlin Snow          | 9:24:50        |
| 2014 | Tine Deckers          | 9:12:21        |
| 2013 | Mary Beth Ellis       | 9:12:54        |
| 2012 | Tine Deckers          | 9:16:05        |
| 2011 | Silvia Felt           | 9:34:31        |
| 2010 | Tine Deckers          | 9:21:29        |
| 2009 | Tine Deckers          | 9:30:29        |
| 2008 | Martina Dogana        | 9:35:29        |
| 2007 | Alexandra Louison     | 9:49:11        |
| 2006 | Edith Niederfriniger  | 9:56:31        |
| 2005 | Mariska Kramer        | 10:12:29       |
| 2004 | Sophie Delemer        | 10:04:30       |
| 2003 | Hélène Salomon-Watson | 10:08:27       |
| 2002 | Karin Thürig          | 9:44:58        |